# NGC 2753-1
NGC 2753-1 is een elliptisch sterrenstelsel in het sterrenbeeld Kreeft. Het bevindt zich in de buurt van NGC 2753-2.

## Synoniemen
- MCG 4-22-15
- ZWG 121.20
- KCPG 187
- PGC 25603